# Деметра
Деме́тра (др.-греч. Δημήτηρ, от δῆ, γῆ — «земля» и μήτηρ — «мать»; также Δηώ, «Мать-земля») — в древнегреческой мифологии богиня плодородия, покровительница земледелия. Одна из наиболее почитаемых божеств олимпийского пантеона. Атрибуты Деметры — это снопы пшеницы, корзины с цветами и фруктами, символизирующие богатство и плодородие земли, а также маки — символы сна и смерти.

## Этимология, история, мифология
Культ богини-матери — покровительницы земледельцев, охраняющей всё живое на земле, уходит корнями ещё в доиндоевропейскую эпоху. У индоевропейских народов её называли Матерью-Землёй (греч. Δημήτηρ, слав. Мать — сыра земля, инд. Prthivi-Matar). Она — «Великая мать», порождающая всё живое и принимающая в себя умерших, воплощение первобытной творческой энергии. В подобной ипостаси (по одной из гипотез) почиталась и Деметра: она считалась покровительницей чародеев, в чём она отождествлялась с великой богиней Гекатой, являвшейся помощницей в колдовстве и единственной помощницей от него. Также её называли Эринией («Мстительницей»), Термасией («Жаркой»), Хтонией («Земной», «Подземной»); её дочь — Персефона — была царицей подземного царства мёртвых. Одновременно Деметра — «благая богиня», хранительница жизни, научившая человечество земледелию. Помощница в крестьянских трудах, наполняет амбары земледельца запасами (Hes.).
Деметра — вторая дочь Кроноса и Реи и мать Персефоны, тёща Аида. Сестра и возлюбленная Зевса, сестра Геры, Гестии, Аида и Посейдона. Согласно легенде, была сожрана своим отцом Кроносом, а затем извлечена из его утробы.
Основным в мифологии о Деметре является миф о похищении Аидом её дочери Персефоны.
В гомеровской «Одиссее» упоминается миф о Деметре и критском божестве земледелия Иасионе, согласно которому они на трижды вспаханном поле плодоносного Крита порождают Плутоса (бога богатства); взревновавший Деметру Зевс убивает Иасиона молнией. По Гесиоду, в образе порождения Плутоса (богатства) сочетанием Деметры с Иасионом на троекратно вспаханной земле показано её научение людей земледелию.
По одной из версий мифа, от союза Деметры и Иасиона также родился Филомел. По Диодору, она была матерью Эвбулея.
У орфиков она отождествляется с Реей как матерью Зевса, от которой он родил Персефону. Зевс соблазнил её в образе змеи. Согласно фригийскому мифу, Зевс в образе быка соблазнил свою сестру Деметру, которая получила имя Бримо. Посейдон соблазнил её в образе коня (см. ниже).
Получила от Аида как брачный дар Сицилию (её могут также называть родившейся на Сицилии).
Учредила в честь Геракла Малые мистерии для его очищения от убийства кентавров.
Деметра — прекрасного облика, с волосами цвета спелой пшеницы (Hom.).
В римской мифологии аналогом Деметры была Церера, богиня плодородной нивы. В поздней античности культ Деметры смешивается с культом Кибелы и Исиды. Иногда Деметру видели в созвездии Девы.

### Похищение Персефоны

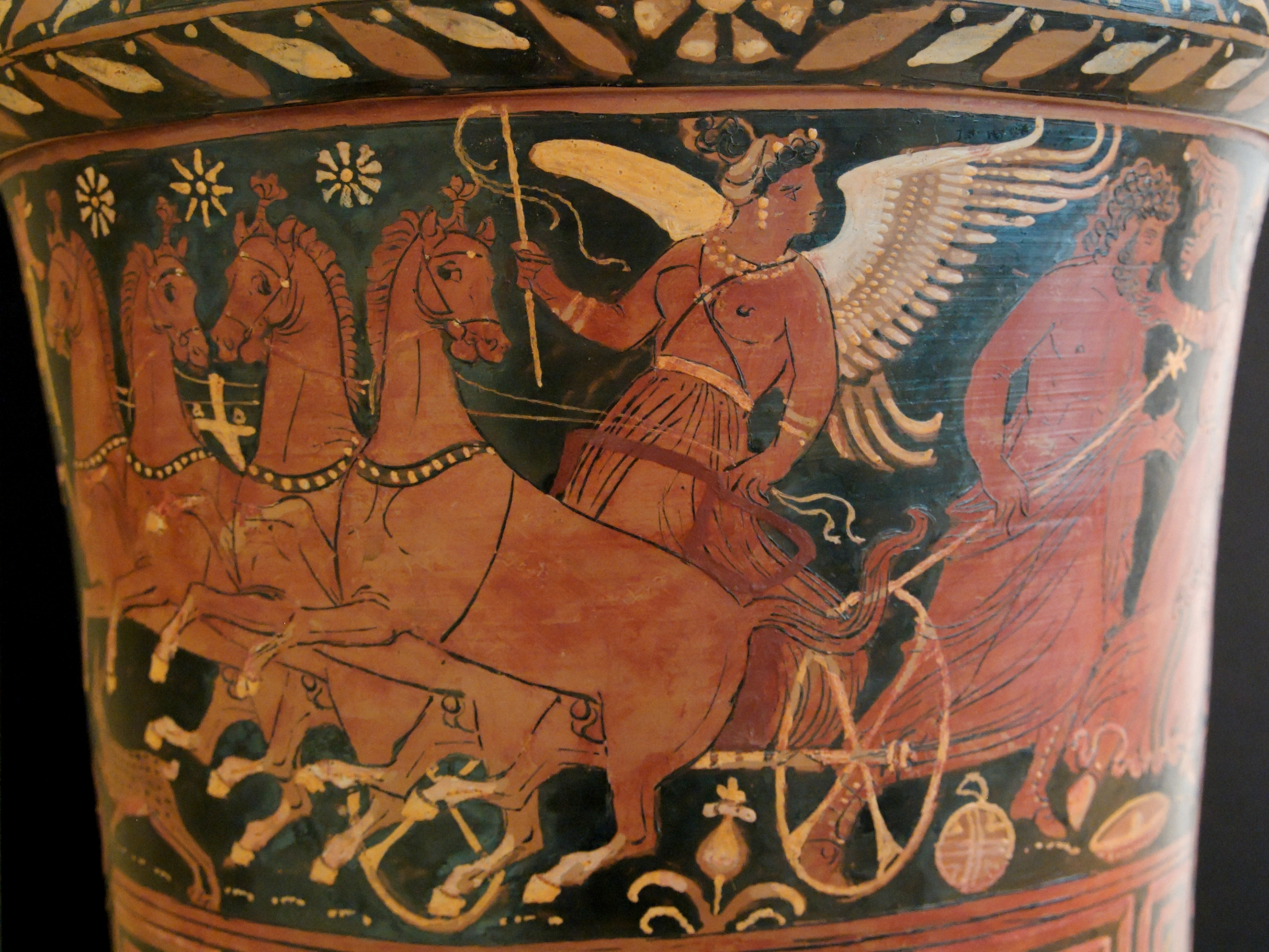
Похищение Персефоны
Лутрофор работы Балтиморского вазописца

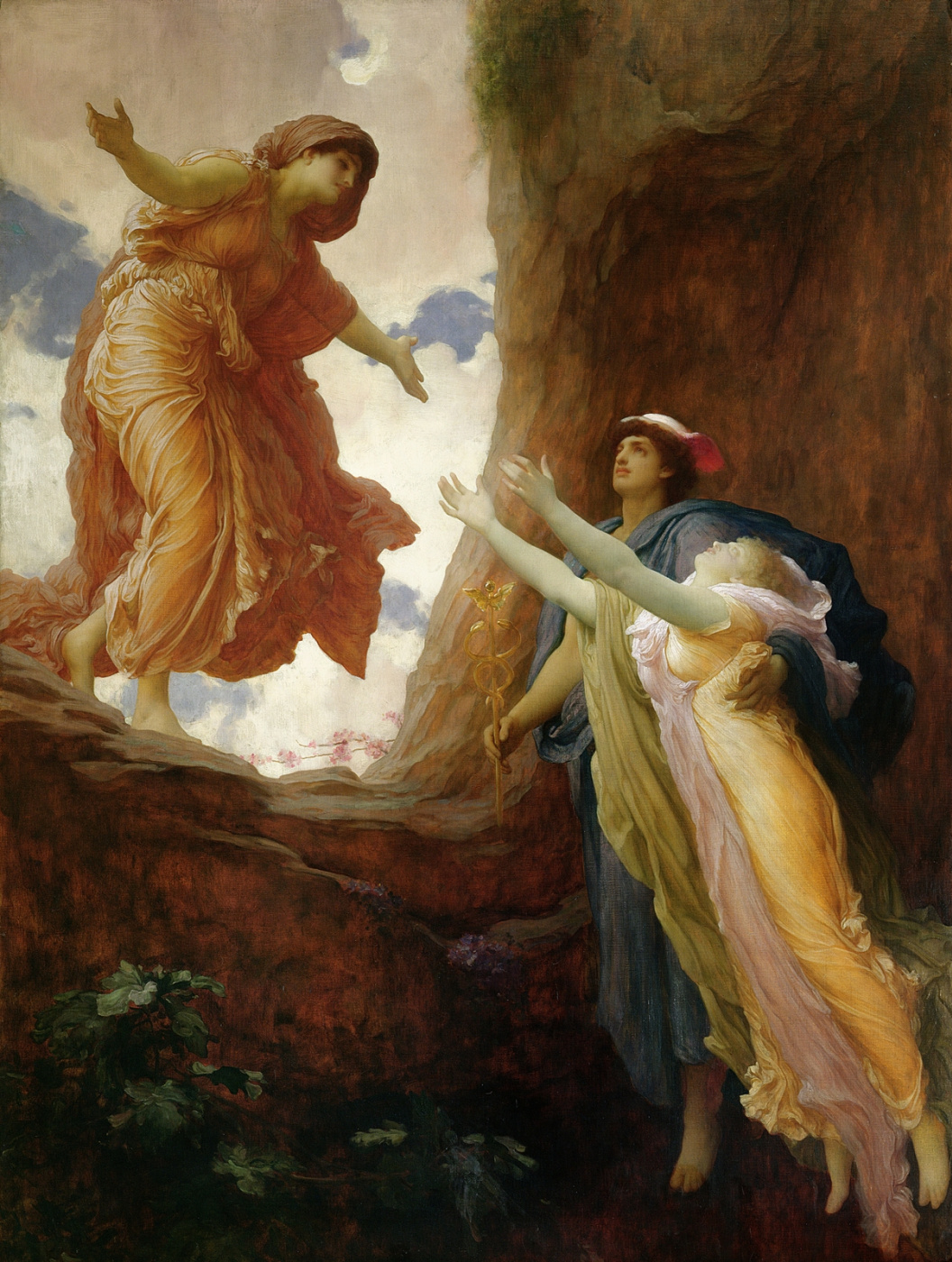
Возвращение Персефоны
Фредерик Лейтон, 1891

Наиболее известен миф о том, как Аид похитил Персефону, и Деметра блуждала по всей земле в её поисках. Через девять дней, поняв, что её поиски тщетны, Деметра обратилась за помощью к Гелиосу, который назвал ей имя похитителя, и Деметра поняла, что Зевс сам уступил брату свою дочь, она бессильна что-либо изменить. Изменив внешность, богиня отправилась скитаться по свету.
Её впервые убедил испить Геспер-Атлант, она трижды пересекала любую реку. Она посетила Иду. Во время блужданий громко звала дочь со скалы Анаклетра в Мегарах.
В Элевсине Деметра опустилась на камень (позже его назвали камнем скорби) у родника (колодца) Анфиона. Здесь её в слезах увидели дочери элевсинского царя Келея. Богиня не открыла девушкам свою тайну, сказала, что она родом с Крита и была ограблена, попросила для себя работу и кров. Царевны отвели её в дом отца.
Входя в мегарон, богиня задела головой притолоку двери, от чего по дому распространилось сияние. Царица Метанира, заметившая это, поняла, что перед ней не простая смертная. Она поклонилась богине и предложила занять своё кресло. Деметра отказалась и, устроившись на простом деревянном сиденье у стола, предалась печали. Она отказывалась от вина и еды, никого вокруг не замечала. Лишь острая шутка служанки Ямбы заставила её улыбнуться.
Царица доверила чужестранке уход за своим сыном Демофонтом (по Гигину — Триптолемом). В течение нескольких ночей младенец повзрослел на год. Деметра, желая сделать ребёнка бессмертным, заворачивала его в пелёнки и клала в пылающую печь. Метанира однажды увидела это, подняла крик, велела отдать ребёнка. По одной из версий, ребёнок погиб. Тогда Деметра предстала перед жителями дома в своём божественном обличии и повелела построить ей храм в Элевсине, а у родника (колодца) Анфион за городской стеной — алтарь, взамен пообещав научить их секретам земледелия.
В период скитаний Деметры на земле прекратили всходить урожаи. Люди умирали от голода и не приносили жертвы богам. Зевс начал посылать за Деметрой богов и богинь, чтобы уговорить вернуться на Олимп. Но она, сидя в чёрном одеянии в элевсинском храме, не замечала их. Тогда Зевс велел Аиду вернуть Персефону. Аид не посмел ослушаться брата, но дал ей зерна священного граната, чтобы в определённое время года она возвращалась к мужу.
Увидев Персефону, Деметра вышла из оцепенения, скинула траурное одеяние и украсила свою голову венком из васильков[источник?].

## Эпитеты Деметры
- Анфея — имя богинь[26] — эпитет Деметры как матери Евбулея[27].
- Ахея (Ахена) — «Скорбящая» — эпитет Деметры[28].
- Геркинна — эпитет Деметры[29].
- Гермиона — имя Деметры и Персефоны в Сиракузах[30].
- Део («Део конеродная») — имя Деметры[31] в пророчестве Пифии аркадянам[32].
- Деоида — Деметра либо её дочь, соблазнённая Зевсом в облике змеи[33].
- Европа («Широкоглядящая») — эпитет Деметры[34], святилище в Лебадии. Была кормилицей Трофония[35].
- Иул — демон снопа, почитавшийся в гимнах. Была Деметра Иуло[36].
- Каллигения — эпитет Деметры[37].
- Карпофора (дарительница плодов).
- Мелена (Мелайна) — см. Деспина.
- Просимна — эпитет Деметры[38].
- Сито — «Хлебодарная» — эпитет Деметры, её статуя в Сицилии[39]. В микенских текстах упомянута si-to-po-ti-ni-ja (Сито Потния, «Владычица Хлеба»)[40]. См. также[10].
- Фесмофора («Законодательница/Закононосительница», «устроительница») — эпитет Деметры[41], как научившая людей земледелию, что послужило их переходу к оседлому образу жизни и появлению с этим новых порядков[10][42]. Храм Деметры Фесмофоры и Коры в деме Галимунт[43]. Храм Деметры Фесмофоры в Мегарах[44]. Также есть божество Фесмодотейра[45].
- Фурия (Турия) — эпитет Деметры[29].
- Хлоя («Зеленеющая») — эпитет Деметры[46].
- Хтония — эпитет Деметры в Гермионе, ежегодные празднества, приносят в жертву четырёх коров[47]. В Спарте её культ основан Орфеем[48].
- Эннея — эпитет Деметры[29]. От места похищения Персефоны.
- Эриния («Мстящая») — эпитет Деметры в Фельпусе (Аркадия). Есть рассказ, что Посейдон преследовал Деметру, она превратилась в кобылу и паслась вместе с кобылами Онкия, но Посейдон уподобился жеребцу и овладел ею. Деметра омылась в Ладоне, и её называют Лусия (Омывшаяся). Деметра родила дочь, чьё имя нельзя разглашать непосвящённым, и коня Ариона[49].

## Культ и праздники

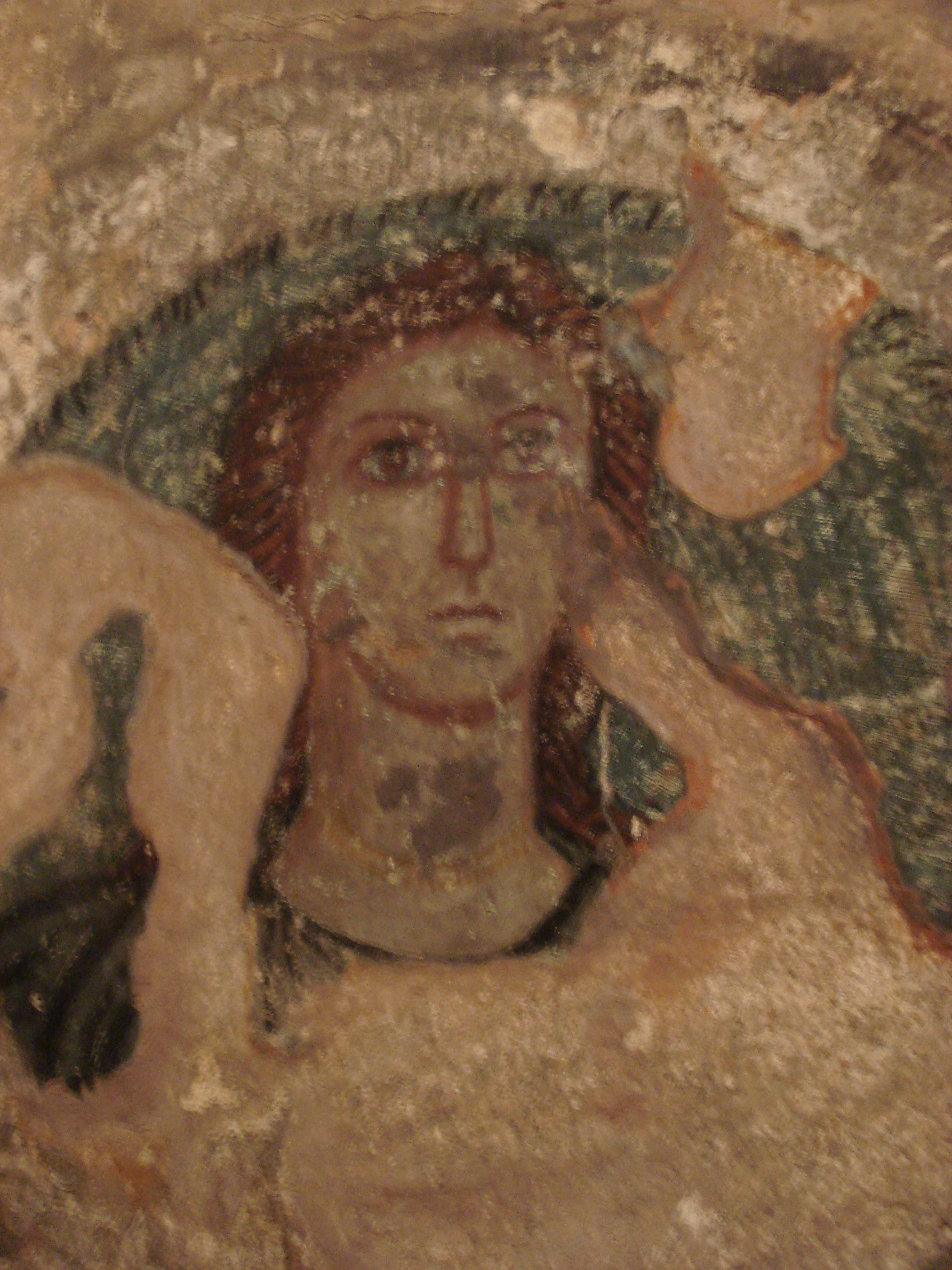
Деметра на древнегреческой фреске из склепа в Пантикапее

Культ Деметры, возникший из земледельческих праздников, распространился по всей территории влияния средиземноморской культуры. Его центром был город Элевсин, расположенный неподалёку от Афин.
Когда наступало время сева, древние греки устраивали в честь Деметры празднества Фесмофории, в которых участвовали главным образом женщины. Фесмофории сопровождались ритуалами, направленными на увеличение плодовитости людей, животных и плодородия природы.
С развитием в Древней Греции виноградарства к культу Деметры присоединился культ Диониса.
Возникновение мистерий Великих богинь относили к мифическим временам, вероятно их зарождение произошло в микенскую эпоху в середине II тыс. до н. э.. Согласно мифу, когда лишённая дочери Деметра после скитаний остановилась в Элевсине, прежде чем Зевс установил о возвращениях Персефоны к ней и они вернулись на Олимп, Деметра научила элевсинских правителей приношению священных жертв и элевсинским таинствам.
Наиболее известные празднества, связанные с культом Деметры, — это Элевсинские мистерии, символически представлявшие горе Деметры, утратившей дочь, и её странствия в поисках Персефоны, тайную связь между миром живых и миром мёртвых, физическое и духовное очищение. Участники обрядов постились, пили кикеон — напиток из ячменя и мяты, который, по легенде, Деметра испила в доме Келея, — и затем входили в храм, посвящённый богине, где им показывали некие священные предметы. Прошедшие ритуал считались посвящёнными в тайны жизни и смерти; принимать в нём участие позволяли даже рабам.

О Мистериях известно немного, так как посвящённым запрещалось рассказывать об увиденном и пережитом во время ритуалов под страхом смерти. Существует предположение, что в состав кикеона входили психотропные вещества, благодаря которым участники обрядов достигали изменённого состояния сознания.
На горе Афон в Греции сохранился древний жертвенник Деметре. 

## Почитание
В античных Афинах: 6 таргелиона приносилось жертвоприношение Деметре Хлое.
Когда наступало время сева (в аттическом месяце Пианопсионе), древние греки устраивали в честь Деметры празднества Фесмофории, в которых участвовали главным образом женщины.

## В литературе и искусстве
В искусстве древних Деметра изображалась в двух ипостасях: как благостная людям богиня в виде юной девушки в венке из колосьев, и как несчастная, скорбящая мать, разыскивающая свою похищенную Аидом дочь, — в облике зрелой женщины в покрывале.
Ей посвящены V и XIII гимны Гомера, VI гимн Каллимаха, XL орфический гимн. Упомянута в гомеровской «Одиссее» (V 125). Богиня стала персонажем пьес Аристия («Деметра»), Софокла («Триптолем»).
В Историческом парке Тимирязевской академии среди скульптур античных героев есть Деметра. 

## В астрономии
В честь Деметры назван астероид (402) Хлоя, открытый в 1895 году, астероид (1108) Деметра, открытый в 1929 году и венец Деметры на Венере.